# Рок, Марсель
Марсе́ль Рок (англ. Marcel Rocque; 22 июня 1971, Сент-Пол, Альберта, Канада) — канадский кёрлингист и тренер по кёрлингу.
Играл на позиции второго. Закончил карьеру игрока в 2010.
После окончания карьеры кёрлингиста работает в числе прочего и как тренер по кёрлингу: в частности, был тренером мужской и женской сборных Китая при их подготовке и во время их участия в зимней Олимпиаде 2014 в Сочи (Россия); в итоге мужская сборная занял на Олимпиаде 4-е место, а женская — 7-е место. Как тренер и специалист много сотрудничает с Ассоциацией кёрлинга Канады — в частности, инструктируя молодых кёрлингистов в тренировочных лагерях.

## Достижения
- Чемпионат мира по кёрлингу среди мужчин: золото (2002, 2003, 2005).
- Чемпионат Канады по кёрлингу среди мужчин: золото (2001, 2002, 2003, 2005), серебро (2004).

## Команды
| Сезон   | Четвёртый       | Третий          | Второй            | Первый        | Запасной                                   | Турниры                                   |
| ------- | --------------- | --------------- | ----------------- | ------------- | ------------------------------------------ | ----------------------------------------- |
| 1994–95 | Дон Валчак      | Brent MacDonald | Trevor McGregor   | Марсель Рок   |                                            |                                           |
| 1996–97 | Trevor McGregor | Марсель Рок     | Colin Davidson    | Martin Landry |                                            |                                           |
| 1998–99 | Марсель Рок     | Картер Райкрофт | Kelly Mittelstadt | ?             |                                            |                                           |
| 1999–00 | Дэвид Недохин   | Рэнди Фёрби     | Скотт Пфейфер     | Марсель Рок   |                                            |                                           |
| 2000–01 | Дэвид Недохин   | Рэнди Фёрби     | Скотт Пфейфер     | Марсель Рок   | Дэн Головайчук тренер: Брайан Мур          | ЧК 2001 · ЧМ 2001 (4-е место)             |
| 2001–02 | Дэвид Недохин   | Рэнди Фёрби     | Скотт Пфейфер     | Марсель Рок   | Дэн Головайчук тренер: Брайан Мур          | КООК 2001 (7-е место) · ЧК 2002 · ЧМ 2002 |
| 2002–03 | Дэвид Недохин   | Рэнди Фёрби     | Скотт Пфейфер     | Марсель Рок   | Дэн Головайчук (ЧК, ЧМ) тренер: Брайан Мур | КК 2003 · ЧК 2003 · ЧМ 2003               |
| 2003–04 | Дэвид Недохин   | Рэнди Фёрби     | Скотт Пфейфер     | Марсель Рок   | Дэн Головайчук (ЧК) тренер: Брайан Мур     | КК 2004 · ЧК 2004                         |
| 2004–05 | Дэвид Недохин   | Рэнди Фёрби     | Скотт Пфейфер     | Марсель Рок   | Дэн Головайчук тренер: Брайан Мур          | ЧК 2005 · ЧМ 2005                         |
| 2005–06 | Дэвид Недохин   | Рэнди Фёрби     | Скотт Пфейфер     | Марсель Рок   | Дэн Головайчук                             | КООК 2005 (7-е место)                     |
| 2006–07 | Дэвид Недохин   | Рэнди Фёрби     | Скотт Пфейфер     | Марсель Рок   |                                            |                                           |
| 2007–08 | Дэвид Недохин   | Рэнди Фёрби     | Скотт Пфейфер     | Марсель Рок   |                                            |                                           |
| 2008–09 | Дэвид Недохин   | Рэнди Фёрби     | Скотт Пфейфер     | Марсель Рок   |                                            |                                           |
| 2009–10 | Дэвид Недохин   | Рэнди Фёрби     | Скотт Пфейфер     | Марсель Рок   |                                            | КООК 2009 (5-е место)                     |

(скипы выделены полужирным шрифтом)

## Результаты как тренера национальных сборных
| Год  | Турнир                                            | Сборная         | Место |
| ---- | ------------------------------------------------- | --------------- | ----- |
| 2014 | Зимние Олимпийские игры 2014                      | Китай (женщины) | 7     |
| 2014 | Чемпионат мира по кёрлингу среди мужчин 2014      | Китай (мужчины) | 6     |
| 2016 | Тихоокеанско-Азиатский чемпионат по кёрлингу 2016 | Китай (мужчины) | 2     |
| 2017 | Чемпионат мира по кёрлингу среди мужчин 2017      | Китай (мужчины) | 5     |
| 2017 | Тихоокеанско-Азиатский чемпионат по кёрлингу 2017 | Китай (мужчины) | 2     |
| 2017 | Тихоокеанско-Азиатский чемпионат по кёрлингу 2017 | Китай (женщины) | 3     |
| 2018 | Чемпионат мира по кёрлингу среди мужчин 2018      | Китай (мужчины) | 12    |

## Частная жизнь
Работает учителем по физической культуре в колледже Westminster Junior High (Эдмонтон).
Его троюродная сестра Келси Рок — также кёрлингистка, двукратная чемпионка мира среди юниоров (2014, 2015).